# 珀烏萊什蒂鄉 (普拉霍瓦縣)

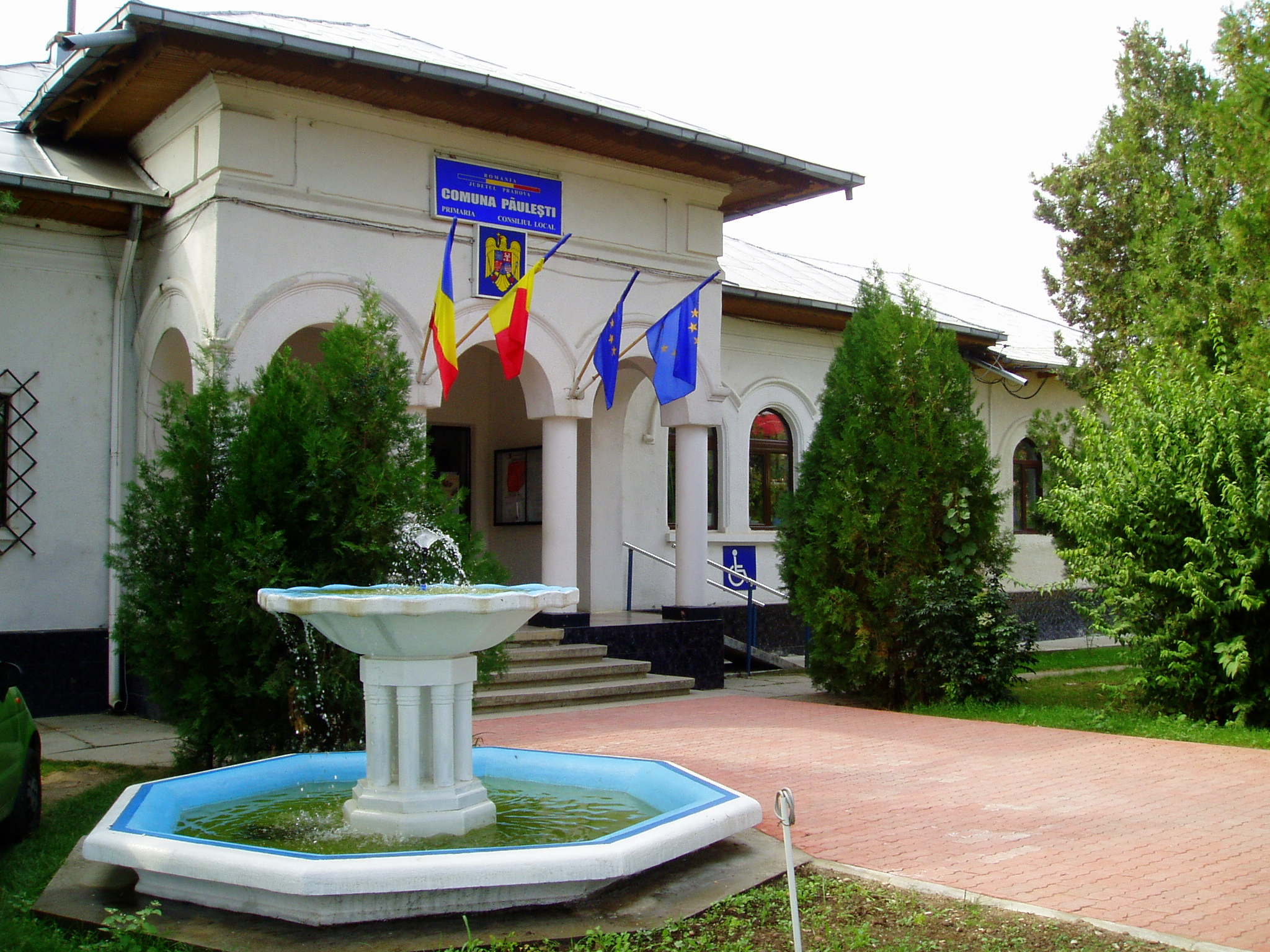

45°00′N 25°58′E / 45.000°N 25.967°E
珀烏萊什蒂鄉（羅馬尼亞語：Comuna Păulești, Prahova），是羅馬尼亞的鄉份，位於該國中南部，由普拉霍瓦縣負責管轄，面積54平方公里，海拔高度233米，2007年人口5,233，人口密度每平方公里97人。